# Road rock vol. 1
Road rock vol. 1 is een livealbum van Neil Young. Onder de naam Friends & Relatives spelen onder andere Ben Keith, Chrissie Hynde, Duck Dunn, zijn toenmalige vrouw, Pegi, en zijn zus Astrid Young op dit album mee. Naast het album kwam er ook een dvd/vhs uit genaamd Red Rocks Live, Neil Young Friends & Relatives

## Tracklist
Alle muziek en teksten zijn geschreven door Neil Young, tenzij anders aangegeven. 
| Nr. | Titel                                | Opgenomen                  | Duur  |
| --- | ------------------------------------ | -------------------------- | ----- |
| 1.  | Cowgirl in the sand                  | Chula Vista, 25-09-2000    | 18:11 |
| 2.  | Walk on                              | Vancouver, 01-10-2000      | 4:01  |
| 3.  | Fool for your love                   | Santa Barbara, 28-09-2000  | 3:20  |
| 4.  | Peace of mind                        | Vancouver, 01-10-2000      | 4:52  |
| 5.  | Words                                | Vancouver, 01-10-2000      | 11:07 |
| 6.  | Motorcycle mama                      | Chula Vista, 25-09-2000    | 4:12  |
| 7.  | Tonight's the night                  | Chula Vista, 25-09-2000    | 10:34 |
| 8.  | All along the watchtower (Bob Dylan) | Cuyahoga Falls, 29-08-2000 | 8:11  |